# Leonid Arbusow (Historiker, 1882)
Leonid Hans Nikolaus Arbusow (russisch Леонид Леонидович Арбузов Leonid Leonidowitsch Arbusow; * 31. Oktober 1882 in Bauske, Kurland; † 16. Februar 1951 in Göttingen) war ein deutsch-baltischer Historiker und Hochschullehrer russischer Herkunft.

## Leben und Wirken
Leonid Arbusow war der Sohn des gleichnamigen Historikers und Germanisten Leonid Arbusow und seiner Ehefrau Olga, geb. Anschütz. Er studierte von 1902 bis 1906 evangelische Theologie an der Kaiserlichen Universität Dorpat und danach von 1906 bis 1909 Geschichte an der Universität Göttingen. 1911 wurde Arbusow Mitherausgeber der III. Abteilung des Livländischen Urkundenbuchs und 1914 beauftragte ihn die Gesellschaft für Geschichte und Altertumskunde der Ostseeprovinzen Russlands mit der Erarbeitung einer Reformationsgeschichte des Baltikums. Nach dem Ersten Weltkrieg war er von 1922 bis 1936 ordentlicher Professor für Geschichte an der Universität Lettlands in Riga und wurde dann nach Verdrängung von diesem Lehrstuhl Professor am deutschen Herder-Institut Riga bis zur Umsiedlung der Deutsch-Balten im Jahr 1939 als Folge des Deutsch-sowjetischen Nichtangriffspakts. Von 1941 bis 1945 war Arbusow Professor für mittelalterliche Geschichte an der Reichsuniversität Posen. Nach Kriegsende wurde er, wie auch sein Kollege aus Riga und Posen Reinhard Wittram, Lehrbeauftragter an der Universität Göttingen. Als Mediävist befasste sich Arbusow mit der Diplomatik des mittelalterlichen Baltikums. Ihm wurde die Ehrendoktorwürde der Universität Rostock 1932 für seine Reformationsgeschichte des Baltikums verliehen. Er war seit 1910 verheiratet mit Antonie, geb. Freiin von Vietinghoff-Scheel († 1920).

## Schriften
- Die Beziehungen des Deutschen Ordens zum Ablasshandel seit dem 15. Jahrhundert. Dissertation. Göttingen 1909, (Digitalisat; auch in: Mitteilungen der Gesellschaft für Geschichte und Altertumskunde der Ostseeprovinzen Russlands. Band 20, Nr. 3, 1907/1910, ZDB-ID 515533-2, S. 367–478).
- Wolter von Plettenberg und der Untergang des Deutschen Ordens in Preussen. Eine Studie aus der Reformationszeit Livlands (= Schriften des Vereins für Reformationsgeschichte. Nr. 131 = Jahrgang 36, Stk. 2, ZDB-ID 513323-3). Verein für Reformationsgeschichte, Leipzig 1919, (Digitalisat).
- Die Einführung der Reformation in Liv-, Est- und Kurland (= Quellen und Forschungen zur Reformationsgeschichte. 3, ISSN 0171-2179). Verein für Reformationsgeschichte u. a., Leipzig 1921.
- Lettland in der jüngeren Eisenzeit. In: Baltische Blätter für allgemein-kulturelle Fragen. Band 1, Nr. 3, 1924, ZDB-ID 544053-1, S. 97–116.
- Die altlivländischen Bauerrechte. In: Mitteilungen aus der livländischen Geschichte. Band 23, 1924/1926, ZDB-ID 515534-4, S. 1–144, 634–645.
- Die handschriftliche Überlieferung des „Chronicon Livoniae“ Heinrichs von Lettland. In: Latvijas Ūniversitātes raksti. Band 15, 1926, ZDB-ID 163585-2, S. 189–341; Band 16, 1927, S. 125–202.
- Römischer Arbeitsbericht. = Ceturtais darba posms Romā. Teil 1–4. 1928–1933;
  - Teil 1, in: Latvijas Ūniversitātes raksti. Band 17, 1928, S. 286–422;
  - Teil 2, in: Latvijas Ūniversitātes raksti. Band 20, 1929, S. 476–656;
  - Teil 3, in: Latvijas Ūniversitātes raksti. Filologijas un Filosofijas Fakultates Serija. Band 1, Nr. 3, 1929, ZDB-ID 340603-9, S. 66–160;
  - Teil 4, in: Latvijas Ūniversitātes raksti. Filologijas un Filosofijas Fakultates Serija. Band 2, Nr. 4, 1933, S. 280–397.
- Frühgeschichte Lettlands (= Dommuseum der Gesellschaft für Geschichte und Altertumskunde zu Riga. 3, ZDB-ID 2492721-1). Bruhns, Riga 1933.
- Vorläufige Übersicht über die Kartographie Alt-Livlands bis 1595. In: Sitzungsberichte der Gesellschaft für Geschichte und Altertumskunde zu Riga. 1934 (1935), ZDB-ID 520616-9, S. 33–119.
- Livland. Mark des Reiches 1207–1561. Ein Abschnitt deutscher Verfassungs- und Rechtsgeschichte (= Ostlandreihe. 1, ZDB-ID 2537614-7). Ostland, Riga 1944.
- Colores rhetorici. Eine Auswahl rhetorischer Figuren und Gemeinplätze als Hilfsmittel für akademische Übungen an mittelalterlichen Texten. Vandenhoeck & Ruprecht, Göttingen 1948, (2., durchgesehene und vermehrte Auflage. Herausgegeben von Helmut Peter. Vandenhoeck & Ruprecht, Göttingen 1963).
- Liturgie und Geschichtsschreibung im Mittelalter. In ihren Beziehungen erläutert an den Schriften Ottos von Freising († 1158), Heinrichs Livlandchronik (1227) und den anderen Missionsgeschichten des Bremischen Erzsprengels: Rimberts, Adams von Bremen, Helmolds. Röhrscheid, Bonn 1951.
- mit Albert Bauer: Heinrichs Livländische Chronik = Henrici chronicon Livoniae (= Monumenta Germaniae Historica. Scriptores. 7: Scriptores rerum Germanicarum in usum scholarum seperatim editi. (31)). 2. Auflage. Hahn, Hannover 1955, urn:nbn:de:bvb:12-bsb00000734-8.
- mit Friedrich G. von Bunge: Liv-, est- und kurländische Urkundenregesten bis zum Jahre 1300. Neu herausgegeben von Friedrich Benninghoven. Historisches Seminar der Universität Hamburg, Hamburg 1959, (Maschinenschriftlich vervielfältigt).